# Bomullsvadd

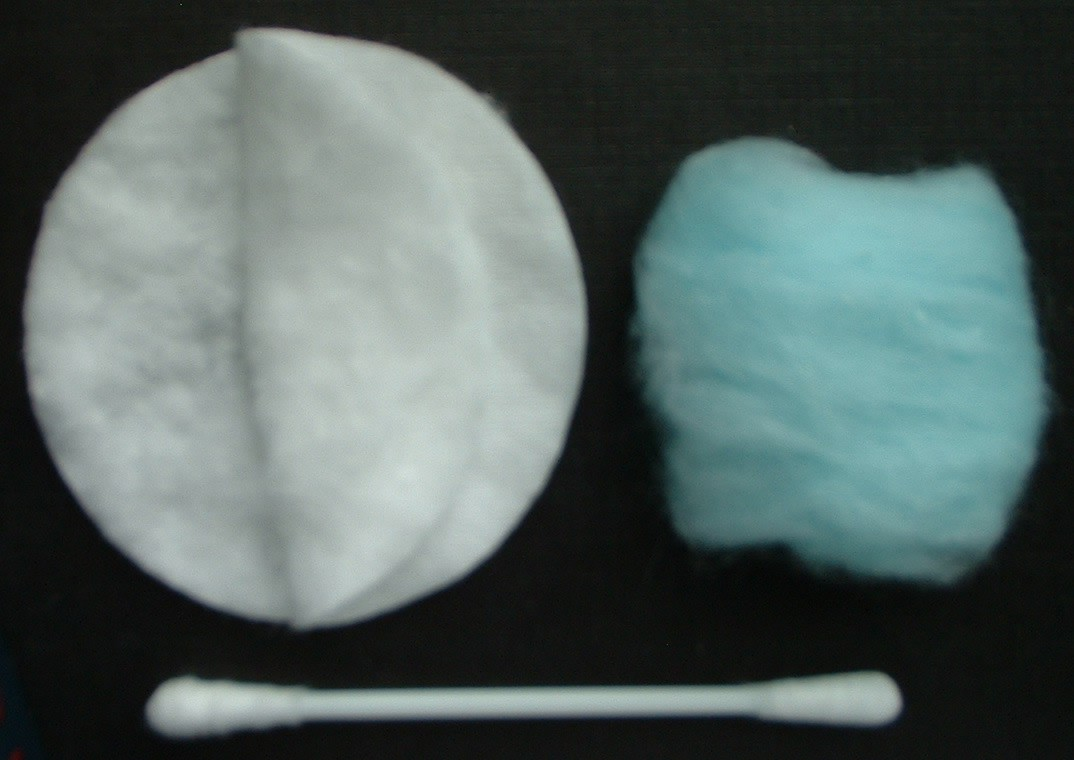
Bomullsvadd

Bomullsvadd är en vadd av bomullsfibrer som är vanlig i hushållet. Bomullsvadd används bland annat till lättare sjukvård, (till exempel till att tvätta sår och suga upp mindre mängder blod), till skönhetsvård (till exempel till att ta bort nagellack eller att applicera ansiktsvatten med) och för vård av föremål, särskilt till polering av metallföremål.
Bomullsvadd saluförs oftast i längder som ligger packade i veck i en plastpåse, och man tar lite vadd i taget ur påsen så att påsen skyddar den oanvända vadden.